# Medicago cyrenaea
Medicago cyrenaea là một loài thực vật có hoa trong họ Đậu. Loài này được Maire & Weiller miêu tả khoa học đầu tiên.